# Andreï Kareline (1866-1928)
Pour les articles homonymes, voir Andreï Kareline (1837-1906) et Kareline.
Andreï Kareline (en russe : Андрей Андреевич Карелин, Andreï Andreïevitch Kareline) est un peintre, graphiste et portraitiste russe.

## Origines
Andreï Andreïevitch Kareline est né le 5 janvier 1866 à Kostroma, dans l'Empire russe. Il est mort en 1928 à Achgabat en URSS.
Il est le fils d'Andreï Ossipovitch Kareline, peintre et photographe russe de la fin du XIXe siècle.
Sa mère, Evguenia Karelina (née Makarenko) première épouse d'Andreï Ossipovitch, meurt en le mettant au monde.
Parmi ses frères et sœurs on trouve, issus du premier mariage : Lioudmila (1862-?) et Apollon Kareline (ru) (1863—1926) et issus du second mariage : Olga (1869—1949), Tatiana (1877—1927) et Raphaël (1885—1942).

## Biographie

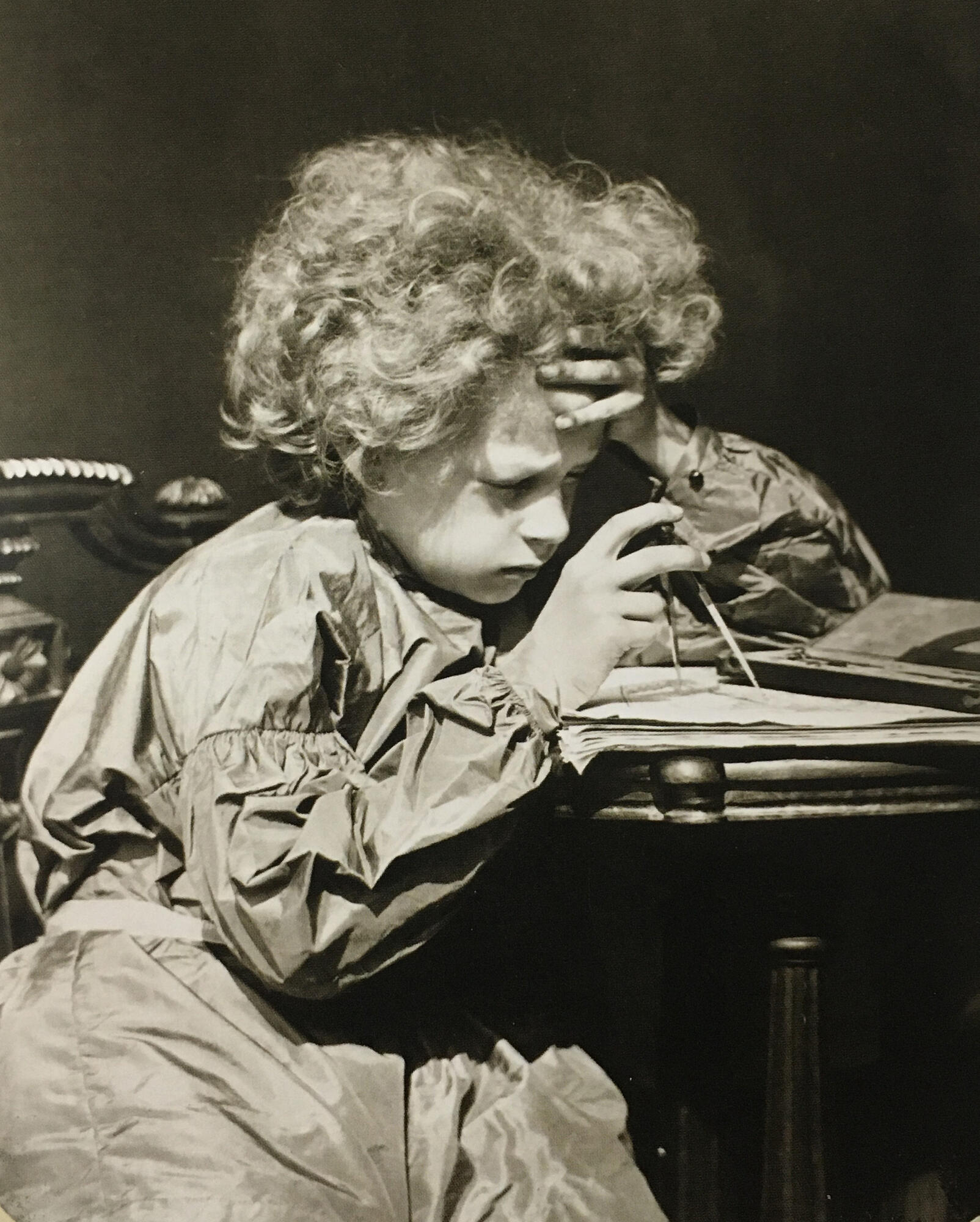
Andreï Kareline enfant, photographié par son père.

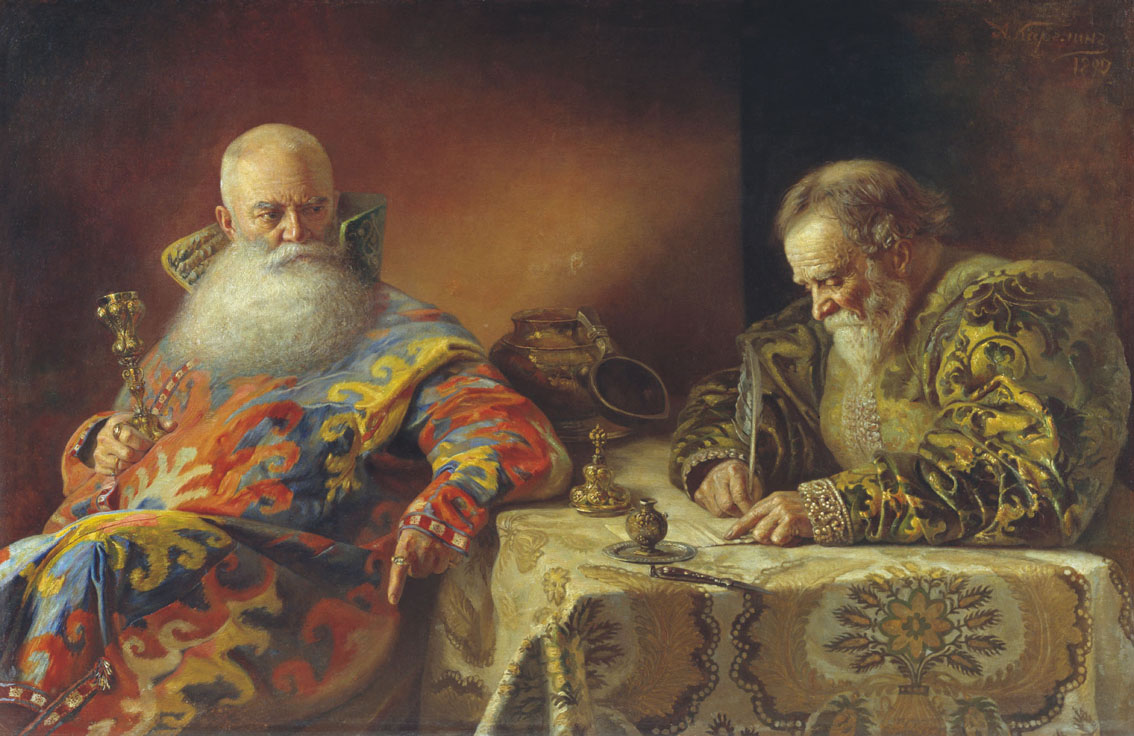
Ils écrivent les ordres (1890). Musée d'art ancien de Dnipropetrovsk, Ukraine.

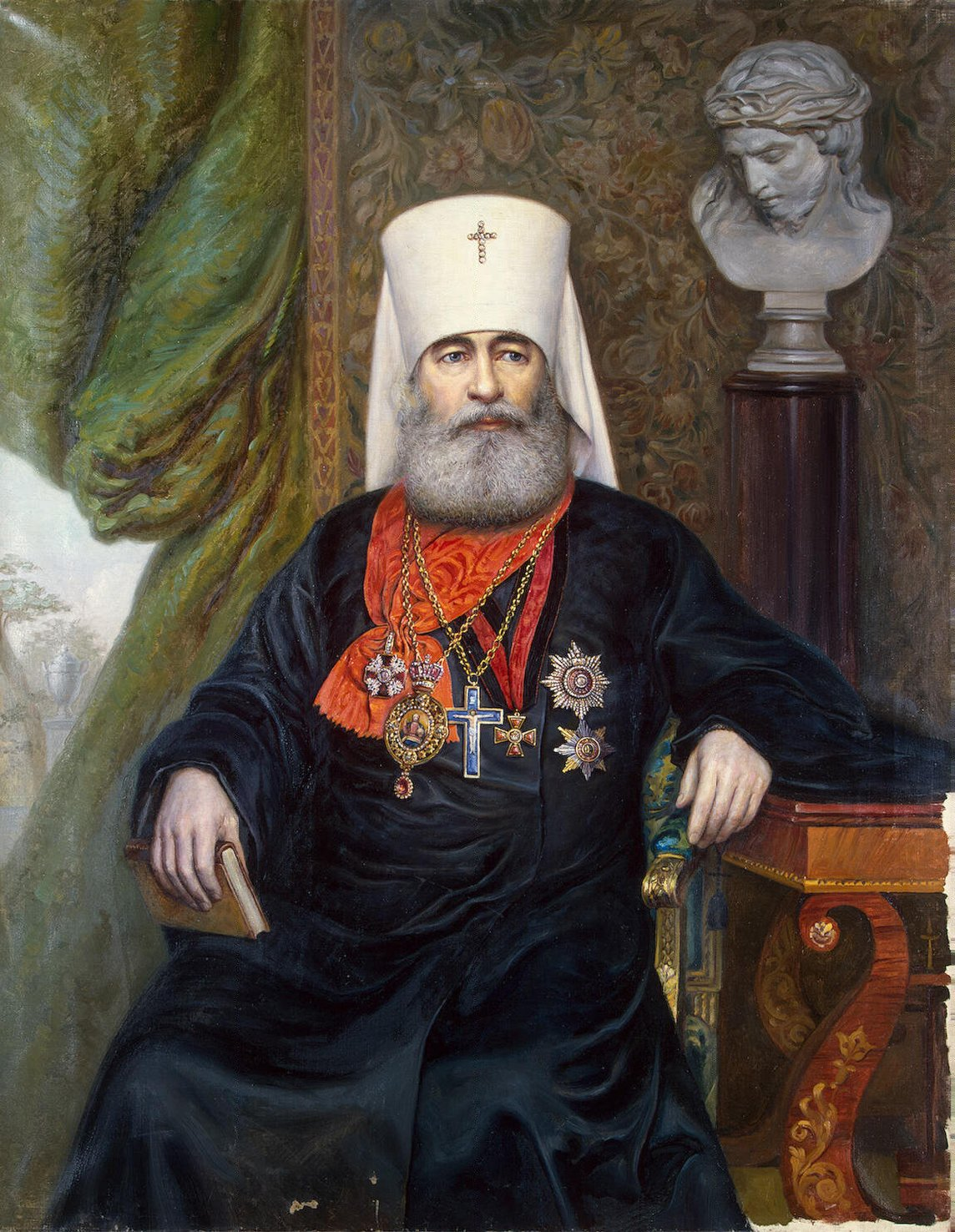
Portrait du métropolite Antoine (1911). Musée de l'Ermitage.

Il passe son enfance à Nijni Novgorod, où il est élevé par la seconde épouse de son père Olga Karelina (née Lermontova et apparentée à l'écrivain Mikhaïl Lermontov). Dans son enfance, dans les années 1870, il pose souvent pour son père qui le photographie.
C'est son père qui lui apprend la photographie, puis il suit les cours de peinture à l'académie (de 1883 à 1885) chez le peintre Constantin Makovski.
Il travaille sur commande pour le ministère de la cour impériale. Ses thèmes préférés sont les sujets historiques, les thèmes religieux, les portraits, les icônes.
Il prend part à l'exposition universelle de Nijni Novgorod (1896), à la création de la décoration intérieure de plusieurs églises : celle de la Résurrection du Christ à Saint-Pétersbourg, celle de la Cathédrale Saint-Alexandre-Nevsky, celle de la Cathédrale du Saint-Esprit de Varsovie (1907). Pour celle de la Résurrection du Christ, Kareline réalise les esquisses sur carton pour dix mosaïques intérieures illustrant la parabole de Lazare après la mort et pour 9 mosaïques de saints, martyrs, apôtres, et bienheureux sur des pilastres.
Andreï Kareline est un des organisateurs du musée d'art et d'histoire de la ville de Nijni Novgorod.
De 1896 à 1900, il est président de la Société des artistes de peinture historique à Moscou.
Pour le 300e anniversaire des Romanov, Kareline crée une toile de 10 mètres de long représentant l'avènement de Mikhaïl Feodorovitch Romanov, ce qui lui vaut un titre de noblesse personnel de la part de l'empereur Nicolas II.
Il passe les dernières années de sa vie (1925—1926) au Turkménistan (Turkménie), où il crée et dirige le département d'art du Musée national turkmène auquel il offre sa collection personnelle de tableaux, soit plus de 300 peintures, dessins, sculptures, objets décoratifs. Il travaille comme directeur et devient l'architecte du monument à Lénine à Achgabat, dont la statue est l'œuvre du sculpteur E. R. Tripolskaïa. Au cours des travaux de construction, avec le céramiste et chimiste Ivan Nazarov (en), il relance la production traditionnelle de majolique asiatique. Il est encore l'auteur du dessin qui a été utilisé pour créer les armoiries du Turkménistan en octobre 1926
Il meurt en 1928 à Achgabat. L'emplacement de sa tombe n'est pas connu.

## Œuvres
Les œuvres de Kareline appartiennent aujourd'hui au musée d'État du Turkménistan occidental, au Musée de l'Ermitage, au musée des beaux-arts de Dnepropetrovsk et au musée des beaux-arts de Nijni Novgorod.

## Articles
- Iakovleva T. A./Яковлева Т. А., « Œuvre de Andreï Andreevitch Karelin dans l'église orthodoxe /Творческая деятельность А. А. Карелина в православной церкви », 1, Saint-Pétersbourg.,‎ janvier — mars 2014, p. 114—125 (ISSN 1998-2453)